# Psihodelični rock
Psihodelični rock (skr. psihodelija) je vrsta rock glazbe, koja je nastala 1965. u SAD-u, proširila se svijetom, a najaktivnije razdoblje je trajalo do 1969. godine. Izražena je klavijatura, vokali, bubnjevi, električna i akustična gitara. Često se slušaju kada se čovjek želi opustiti i ne djeluju negativno na mozak i organizam. Jedan od popularnijih oblika psihodeličnog rocka je acid rock.
U razdoblju prije rocka, bilo je uobičajeno da jazz glazbenici uživaju marihuanu, ali psihodeličnu glazbu su stvarali glazbenici pod utjecajem droga koje proširuju granice svijesti, a najprisutniji je LSD i često se upravo takvom glazbom postizao još veći osjećaj dezorijentacije. 
Najzaslužnije grupe za nastanak psihodelične glazbe su Jefferson Airplane, The Rolling Stones, Pink Floyd, Grateful Dead i The 13th Floor Elevators, koje su imale najpoznatije koncertne nastupe uz obilato korištenje svjetlosnih efekata i pojačavanje vizualnih i akustičnih dojmova. Prvim albumom psihodelične glazbe možemo smatrati Jefferson Airplane Takes Off koji je izdan 1. ožujka 1966. godine. Nešto kasnije izašao je i album Revolver grupe The Beatles koji je znatno utjecao na hippie-kulturu, uz koju je psihodelični rock bio veoma vezan. 
Album Sgt. Pepper's Lonely Hearts Club Band je sadržavao veliki broj psihodeličnih pjesama, među kojima su najpoznatije A Day in the Life i Lucy in the Sky with Diamonds, koje je BBC banirao zbog sumnje da promoviraju marihuanu (A Day in the Life) i LSD (Lucy in the Sky with Diamonds).